# Mazhar Abbas
Mazhar Abbas (Urdu مظہر عباس; * 6. Juli 1958 in Hyderabad, Sindh Pakistan) ist ein pakistanischer Journalist. Er war stellvertretender Direktor von ARY News, einem bilingualen Nachrichtensender in Pakistan und Generalsekretär der Pakistan Federal Union of Journalists ist Bruder des ehemaligen Generaldirektors der Inter-Services Public Relations und der Streitkräfte Pakistans Athar Abbas.

## Werdegang
Abbas absolvierte ein Journalismus-Studium an der Universität Karatschi in Pakistan. Im Studium lernte Abbas die demokratischen Grundsätze des Journalismus kennen. Dies hat seine Herangehensweise an das Sammeln von Informationen und seine Berichterstattung stark geprägt. In seiner Arbeit setzt er sich nun dafür ein, pakistanischen Bürgern die Möglichkeit zu geben unabhängig vom Militär und der Regierung durch Aussagen auf Menschenrechtsverstöße aufmerksam zu machen. Dementsprechend hat Abbas im Laufe der Jahre viele kontroverse Fälle behandelt.
Der Fall, welcher Abbas 2002 zu Beginn seiner Karriere durch Hingabe und Bereitschaft, sich tief in den Fall einzuarbeiten, einen Namen verschafft hat, war die Entführung und Ermordung von Daniel Pearl einem US-amerikanisch-israelischer Journalist, der für das Wall Street Journal arbeitete.
Er ist seit den 1990er Jahren als Journalist tätig und wurde wiederholt auf Grund seiner Arbeit bedroht. Nachdem dieser gegen die Schließung von drei unabhängigen Fernsehsendern protestiert hatte, welche über Demonstrationen gegen Präsidenten Musharraf berichtet hatten, wurde Abbas Anfang 2007 von der Polizei angeklagt.
Im Mai 2007 fanden Abbas und zwei weitere Journalisten weiße Umschläge mit Patronen an ihren Autos.
In den folgenden pakistanischen Medien schrieb Abbas 2017 regelmäßig Nachrichten und publiziert in den folgenden Medien:
- The Express Tribune (Zeitung/newspaper)
- Dawn (Zeitung/newspaper)
- The Friday Times (Zeitung/newspaper)
- The News International (Zeitung/newspaper)[3]
- Geo News (TV channel/Sender)
- Dunya News (TV channel/Sender)
- ARY News
- Agence France-Presse (AFP-Französische Nachrichten Agentur) – Abbas arbeitete sechs Jahre lang für die Agentur als Büroleiter in Karachi.[4]

Abbas ist außerdem stellvertretender Direktor des Fernsehsenders ARY News Television. Über diesen Sender kommentiert er vor allem die mächtigsten und kontroversesten Militärs und Regierungsvertreter des Landes. Er nutzt sein Fernsehnetzwerk auch, um Journalisten finanziell zu unterstützen, die unter äußerst schwierigen Bedingungen arbeiten und versuchen, die Wahrheit über die Geschehnisse in hochgradig gefährlichen oder beeinträchtigten Gebieten zu berichten.
Abbas bekam 2007 den CPJ International Press Freedom Award verliehen. 2009 gewann er den Missouri-Ehrenmedaille für herausragende Verdienste im Journalismus.

## Politische Orientierung
Abbas war stets ein Aktivist für die Pressefreiheit und die Demokratie in Pakistan, was ihm im Laufe seiner Karriere Konflikte mit der Regierung eingebrachte. Als Mitglied des Pressclubs von Karatschi, dessen Mitglieder regelmäßig im Namen der Menschen- und Bürgerrechte gegen die Regierung demonstrieren, landete er auf der Abschussliste des Mohajir Rabita Council, einer ethischen politischen Gruppe in Pakistans südlicher Provinz Sindh, die mit dem ehemaligen Präsidenten Pervez Musharraf verbündet ist. Abbas aktualisiert seinen Twitter-Account täglich. Er diskutiert über aktuelle Ereignisse und fordert Maßnahmen innerhalb der pakistanischen Regierung.

## Familie
Abbas verlor seinen Vater, einen  Pädagogen, Miza Abid Abbas, ehemaliger Sekretär des Bildungsministeriums von Hyderabad im Jahr 2002 auf Grund einer Krankheit. Im selben Jahr berichtet er über den Prozess von Daniel Pearl.
Mazhar hat vier Brüder, Brigadegeneral Athar Abbas, Zaffar Abbas, Anwer Abbas und Azhar Abbas.
Im Jahr 2008 wurde Abbas Bruder, Athar Abbas, Generaldirektor der Inter-Services Public Relations. Er diente bis 2012 und ist seit 2015 Botschafter Pakistans in der Ukraine. Sein andere Bruder Azahr Abbas war Geschäftsführer von Geo News (Fernsehsender), während ein weiterer Bruder Zaffar Abbas, Herausgeber der Zeitung Dawn ist.
Abbas hat zwei Töchter (Kissa Abbas and Sheetal Abbas).